# 勸業會場

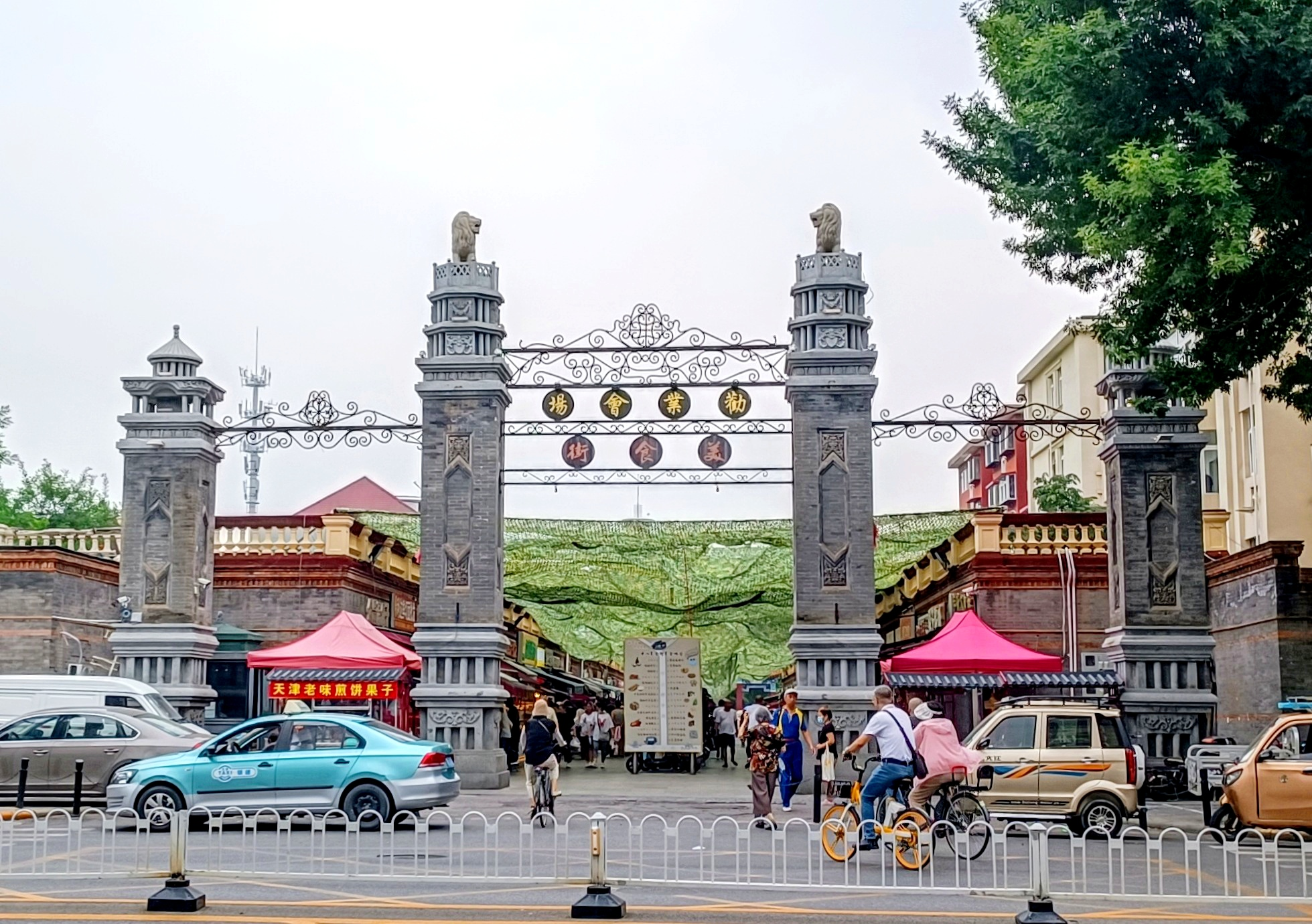
今勸業會場美食街

劝业会场始建于清光绪三十三年（1907年）五月，是中国天津历史上一座系统陈列工业工艺产品的场所，位于今天的河北区中山路中段东南侧，现为中山公园，原劝业会场大部分建筑已不复存在。

## 历史

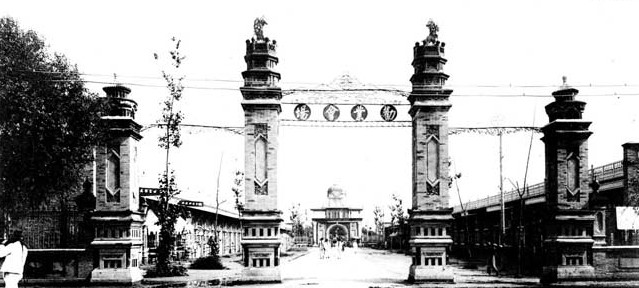
原劝业会场正门

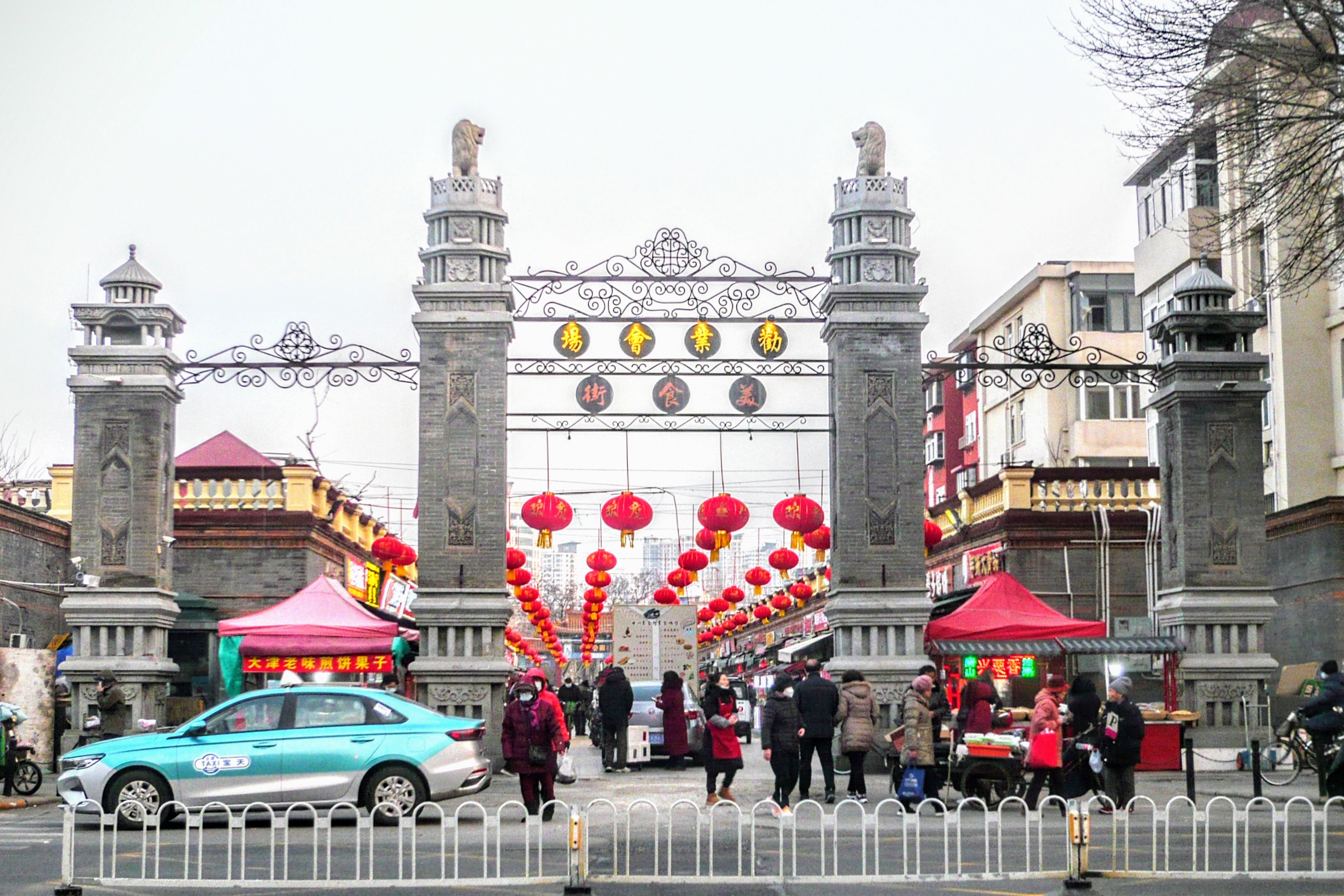
勸業會場美食街

清光绪二十八年（1902年）七月十二日，新任直隶总督兼北洋大臣袁世凯从天津都统衙门手中接回天津统治权并在海防公所（今金钢公园一带）建立直隶总督新署。清光绪三十一年（1905年）五月，袁世凯开始在北起大经路（今河北区中山路），南至金钟河（现今已被填平），东临昆纬路，西靠近北洋造币总厂的土地上建设一座占地两百余亩的综合性园林游乐场并将其命名为“劝业会场”。劝业会场作为当时中国最早系统陈列工业工艺产品的场所经常展览书画名家作品，清光绪三十一年（1905年）10月7日至10月14日，劝业会场举办了首届天津劝业展览会，到场观众约有15万人次，交易金额约为3万余元。1912年，劝业会场更名为“天津公园”，后又改称为“河北公园”。1920年冬，北京中国画学研究会在劝业会场的商业会议厅举办“中国南北方重要画家大展”，徐世昌、陈师曾、齐白石、吴昌硕、任伯年以及渡边晨亩、山田敬中、胜田焦琴、荒木十亩等的作品也同时展出。1928年北伐胜利后，为纪念孙中山，又更名为“中山公园”，今天天津中山公园的占地面积只为当年劝业会场占地面积的三分之一。

## 设施

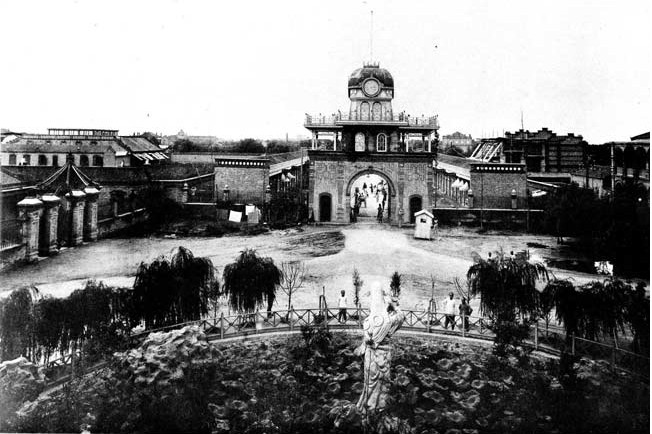
原劝业会场内部

劝业会场分为三个部分，分为商务区、公园区。其中，商务区设有前门两侧的平房店铺，公园区位于过街钟楼后面，公园区后侧还建有商品陈列馆、省立图书馆和咨议局大楼。劝业会场内的游乐设施有荷花池、月牙池、鹤亭、鹿亭、八角音乐亭和抛球房等，商业和办公设施建有劝工陈列所、教育品制造所、学办处、办公洋楼和茶房等。

## 参阅
- 劝业场
- 河北新区
- 天津劝业场
- 天津中山公園